# Empty Heart
Empty Heart is een nummer van de Engelse popgroep The Rolling Stones. Het staat op naam van Nanker Phelge, een pseudoniem van de groep als geheel. Het is een van de nummers die op 11 juni 1964 opgenomen zijn tijdens de eerste Amerikaanse tournee van de groep in de Chess Studios in Chicago op het adres 2120 South Michigan Avenue. Een ander nummer uit die reeks, een instrumental, heet 2120 South Michigan Avenue.
Empty Heart is alleen in Nederland als single uitgebracht, met op de B-kant  een nummer dat was geschreven door Chuck Berry, Around and Around. De plaat kwam uit in september 1964, ongeveer tegelijk met Time is on my side. Empty Heart kwam niet verder dan een 47e plaats in de Nederlandse hitparade. Time is on my side deed het met een zesde plaats heel wat beter.

## Het nummer
In het ietwat rommelige nummer klaagt de zanger over de zinloosheid van zijn leven nu zijn relatie voorbij is.
Op 14 augustus 1964 werd in het Verenigd Koninkrijk een ep uitgebracht met vijf nummers die waren opgenomen in de Chess Studios: Five by Five. De nummers waren If You Need Me, Empty Heart, (een ingekorte versie van) 2120 South Michigan Avenue, Confessin' the Blues en Around and Around. In 2004 is de ep opnieuw verschenen als onderdeel van de cd-box Singles 1963-1965. In Nederland verscheen in oktober 1964 een naamloze ep, Decca SDE 7501, met If you need me, Empty heart, Confessin' the blues en Around and Around. 2120 South Michigan Avenue was dus weggelaten.
In oktober 1964 verscheen in de Verenigde Staten de lp 12 x 5, waarop Empty Heart ook stond.

## Bezetting
- Mick Jagger, zang en tamboerijn
- Keith Richards, gitaar en achtergrondzang
- Brian Jones, mondharmonica
- Bill Wyman, basgitaar
- Charlie Watts, drums
- Ian Stewart, elektronisch orgel

## Coverversies
Er bestaan coverversies van de Amerikaanse bands Thee Midniters (1965), The Bushmen (1998), The Deacons (1998) en Question Mark and the Mysterians (2003).
Empty Heart van Willy DeVille (van het album Backstreets of Desire uit 1992) is een ander nummer.